# Moni Aizik
Moni Aizik est un instructeur de krav maga.
Il a été entraineur olympique de l'équipe féminine israélienne en judo et a permis à son pays d'obtenir sa première médaille d'or dans cette discipline. Il a été entraineur de Carlos Newton, champion de combat libre en UFC et en Pride.